# SM UC-21
SM UC-21 – niemiecki okręt podwodny (podwodny stawiacz min) z okresu I wojny światowej, jedna z 64 zbudowanych jednostek typu UC II. Zwodowany 1 kwietnia 1916 roku w stoczni Blohm & Voss w Hamburgu, został wcielony do służby w Kaiserliche Marine 15 września 1916 roku. W czasie służby operacyjnej we Flotylli Flandria okręt odbył 11 patroli bojowych, podczas których za pomocą torped, min, artylerii oraz ładunków wybuchowych zatopił 98 statków o łącznej pojemności 134 063 BRT, a pięć statków o łącznej pojemności 11 826 BRT zostało uszkodzonych. Oprócz tego okręt zdobył jeden żaglowiec o pojemności 148 BRT i uszkodził niszczyciel o wyporności 778 ton. 13 września 1917 roku UC-21 wyszedł z Zeebrugge w swój ostatni rejs, z zadaniem wykonania operacji w Zatoce Biskajskiej. Zaginął po 16 września 1917 roku.

## Projekt i budowa
Dokonania pierwszych niemieckich podwodnych stawiaczy min typu UC I, a także zauważone niedostatki tej konstrukcji, skłoniły dowództwo Cesarskiej Marynarki Wojennej z admirałem von Tirpitzem na czele do działań mających na celu budowę nowego, znacznie większego i doskonalszego typu okrętu podwodnego. Opracowany latem 1915 roku projekt okrętu, oznaczonego później jako typ UC II, tworzony był równolegle z projektem przybrzeżnego torpedowego okrętu podwodnego typu UB II. Głównymi zmianami w stosunku do poprzedniej serii były: instalacja wyrzutni torpedowych i działa pokładowego, zwiększenie mocy i niezawodności siłowni oraz wzrost prędkości i zasięgu jednostki – kosztem rezygnacji z możliwości łatwego transportu kolejowego, ze względu na powiększone rozmiary.
Przyszły UC-21 zamówiony został 29 sierpnia 1915 roku jako szósta jednostka z I serii okrętów typu UC II (numer projektu 41, nadany przez Inspektorat U-Bootów), w ramach wojennego programu rozbudowy floty . Został zbudowany w stoczni Blohm & Voss w Hamburgu jako jeden z 24 okrętów tego typu zamówionych w tej wytwórni. Stocznia oszacowała czas budowy okrętu na 8 miesięcy. UC-21 otrzymał numer stoczniowy 271 (Werk 271) . Stępkę okrętu położono w 1915 roku , a zwodowany został 1 kwietnia 1916 roku. Koszt budowy okrętu wyniósł 1 mln 729 tys. marek.

## Dane taktyczno-techniczne

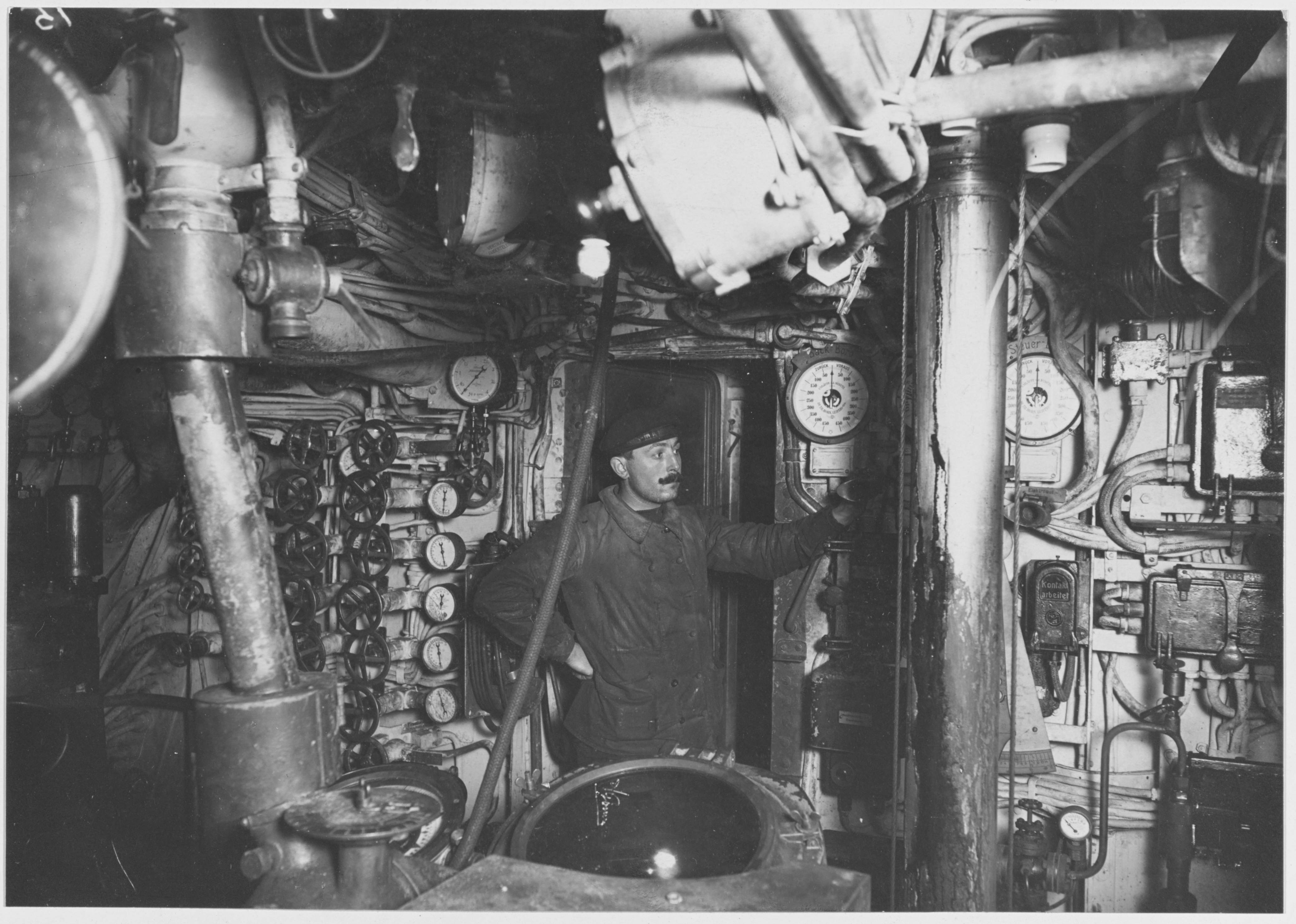
Wnętrze siostrzanego okrętu UC-58

UC-21 był średniej wielkości przybrzeżnym okrętem podwodnym o konstrukcji dwukadłubowej. Długość całkowita wynosiła 49,35 metra, szerokość 5,22 metra i zanurzenie 3,68 metra . Wykonany ze stali kadłub sztywny miał 39,3 metra długości i 3,65 metra szerokości, a wysokość (od stępki do szczytu kiosku) wynosiła 7,46 metra . Wyporność w położeniu nawodnym wynosiła 417 ton, a w zanurzeniu 493 tony. Jednostka miała wysoki, ostry dziób przystosowany do przecinania sieci przeciwpodwodnych; do jej wnętrza prowadziły trzy luki: pierwszy przed kioskiem, drugi w kiosku, a ostatni w części rufowej, prowadzący do maszynowni . Cylindryczny kiosk miał średnicę 1,4 metra i wysokość 1,8 metra, obudowany był opływową osłoną .
Okręt napędzany był na powierzchni przez dwa 6-cylindrowe, czterosuwowe silniki wysokoprężne MAN S6V23/34 o łącznej mocy 368 kW (500 KM), a pod wodą poruszał się dzięki dwóm silnikom elektrycznym BBC o łącznej mocy 340 kW (460 KM). Dwa wały napędowe obracały dwie śruby wykonane z brązu manganowego (o średnicy 1,9 metra i skoku 0,9 metra) . Okręt osiągał prędkość 11,6 węzła na powierzchni i 7 węzłów w zanurzeniu. Zasięg wynosił 9430 Mm przy prędkości 7 węzłów w położeniu nawodnym oraz 55 Mm przy prędkości 4 węzłów pod wodą. Zbiorniki mieściły 56 ton paliwa , a energia elektryczna magazynowana była w dwóch bateriach akumulatorów 26 MAS po 62 ogniwa, zlokalizowanych pod przednim i tylnym przedziałem mieszkalnym załogi. Okręt miał siedem zewnętrznych zbiorników balastowych . Dopuszczalna głębokość zanurzenia wynosiła 50 metrów , a czas wykonania manewru zanurzenia 40 sekund.
Głównym uzbrojeniem okrętu było 18 min kotwicznych typu UC/200 w sześciu skośnych szybach minowych o średnicy 100 cm, usytuowanych w podwyższonej części dziobowej jeden za drugim w osi symetrii okrętu, pod kątem do tyłu (sposób stawiania – „pod siebie”). Układ ten powodował, że miny trzeba było stawiać na zaplanowanej przed rejsem głębokości, gdyż na morzu nie było do nich dostępu (co znacznie zmniejszało skuteczność okrętów). Wyposażenie uzupełniały dwie zewnętrzne wyrzutnie torped kalibru 500 mm (umiejscowione powyżej linii wodnej na dziobie, po obu stronach szybów minowych), jedna wewnętrzna wyrzutnia torped kalibru 500 mm na rufie (z łącznym zapasem 7 torped) oraz umieszczone przed kioskiem działo pokładowe kalibru 88 mm TK C/08 L/30, z zapasem amunicji wynoszącym od 100 do 133 naboi . Okręt wyposażony był w dwa peryskopy Zeissa: wachtowy i bojowy oraz radiostację z podnoszonym masztem o wysokości 10 metrów. Wyposażenie uzupełniała kotwica grzybkowa o masie 272 kg .
Załoga okrętu składała się z trzech oficerów oraz 23 podoficerów i marynarzy.

## Służba

### 1916 rok
SM UC-21 został wcielony do służby w Kaiserliche Marine 15 września 1916 roku. Tego dnia dowódcą UC-21 mianowany został por. mar. (niem. Oberleutnant zur See) Reinhold Saltzwedel, dowodzący wcześniej UB-10, UC-10 i UC-11 . Po okresie szkolenia okręt został w dniu 14 listopada przydzielony do Flotylli Flandria .
W IV kwartale 1916 roku UC-21 wraz z innymi podwodnymi stawiaczami min Flotylli Flandria postawiły 41 zagród minowych liczących łącznie 161 min przy brytyjskim brzegu kanału La Manche. W dniach 26 listopada – 12 grudnia okręt odbył rejs bojowy na wodach zachodniej części kanału La Manche i Zatoki Biskajskiej. 28 listopada U-Boot zatopił trzy brytyjskie jednostki: zbudowany w 1876 roku drewniany kecz „Lady Of The Lake” o pojemności 91 BRT, przewożący węgiel z Cardiff do Alderney, zatrzymany i po ewakuacji załogi zatopiony za pomocą ładunków wybuchowych w odległości 35 Mm na południowy wschód od Start Point   oraz dwie łodzie rybackie – „Clematis” (22 BRT) i „Vulcan” (27 BRT), zatopione na tych samych wodach bez strat ludzkich  . Tego dnia w odległości 1 Mm na południowy wschód od latarni morskiej Nab Tower na postawionej przez UC-21 minie zatonął ze stratą 12 członków załogi zbudowany w 1900 roku brytyjski kuter HMD „Pelagia” (84 BRT) . 30 listopada załoga okrętu podwodnego na północ od Ouessant zatopiła kolejne dwa statki: zbudowany w 1901 roku norweski parowiec „Draupner” o pojemności 1126 BRT, płynący pod balastem z Saint-Nazaire do Cardiff (na pozycji 48°58′N 5°21′W/48,966667 -5,350000, nikt nie zginął) oraz pochodzący z 1903 roku francuski żaglowiec „Therese” (165 BRT), przewożący stemple kopalniane na trasie Bajonna – Swansea (załoga została uratowana w pobliżu wyspy Île Vierge przez francuski niszczyciel „Fanion”)  . Tego dnia na tych samych wodach po ataku U-Boota uszkodzeń doznał zbudowany w 1914 roku brytyjski parowiec „Eggesford” o pojemności 4414 BRT, płynący pod balastem z Bordeaux do Cardiff (obyło się bez strat w ludziach) .
1 grudnia w odległości 30 Mm na południowy zachód od Ouessant UC-21 zatrzymał i po zejściu załogi zatopił za pomocą ładunków wybuchowych zbudowany w 1905 roku brytyjski parowiec „King Bleddyn” (4387 BRT), płynący z Nowego Jorku do Hawru z ładunkiem drobnicy (na pozycji 47°54′N 5°07′W/47,900000 -5,116667)  . Następnego dnia lista wojennych osiągnięć załogi UC-21 powiększyła się o trzy pozycje: zbudowany w 1891 roku grecki parowiec „Demetrios Inglesis” o pojemności 2088 BRT, przewożący ładunek kukurydzy z Rosario do Kingston upon Hull, zatopiony w pobliżu Ouessant (na pozycji 48°12′N 5°32′W/48,200000 -5,533333, bez strat w załodze) ; pochodzący z 1894 roku francuski żaglowiec „Robinson” (186 BRT), transportujący 250 ton węgla z Newport do La Rochelle, zatrzymany i zatopiony po ewakuacji załogi w odległości 15 Mm na północny zachód od Ouessant (na pozycji 48°32′N 5°25′W/48,533333 -5,416667)  oraz zbudowany w 1888 roku hiszpański parowiec „Uribitarte” o pojemności 2088 BRT, płynący z ładunkiem rudy żelaza z Bilbao do Cardiff, zatopiony bez strat ludzkich w odległości 15 Mm na południowy zachód od Ouessant . 3 grudnia U-Boot zatopił trzy francuskie żaglowce: zbudowaną w 1903 roku drewnianą barkentynę „Aiglon” o pojemności 280 BRT, płynącą z Cardiff do Lorient, zatrzymaną i zatopioną w odległości 35 Mm na północny zachód od Ouessant ; pochodzący z 1904 roku drewniany szkuner „Louise” (155 BRT), przewożący węgiel ze Swansea do Bordeaux, zatrzymany i po ewakuacji załogi zatopiony przy pomocy ładunków wybuchowych na pozycji 49°17′N 5°17′W/49,283333 -5,283333  i trójmasztowy szkuner „Verdun” o pojemności 184 BRT, przewożący ładunek groszku z Halifaxu do Saint-Malo, zatrzymany i zatopiony po zejściu załogi w pobliżu wysp Glénan (na pozycji 47°19′N 5°32′W/47,316667 -5,533333) . Nazajutrz w odległości 32 Mm na południowy zachód od latarni morskiej Ar Men okręt zatopił zbudowany w 1890 roku rosyjski parowiec „Pallas” (1202 BRT), przewożący owoce z Walensji do Bristolu (na pozycji 47°50′N 5°52′W/47,833333 -5,866667) . 5 grudnia na tych samych wodach U-Boot zatopił zbudowany w 1901 roku duński parowiec „Nexos” o pojemności 1013 BRT, transportujący owoce i drobnicę na trasie Barcelona – Tarragona – Kartagena – Londyn (na pozycji 48°02′N 5°40′W/48,033333 -5,666667, nikt nie zginął) . Następnego dnia na wodach zachodniego podejścia do kanału La Manche załoga UC-21 zatopiła zbudowany w 1884 roku hiszpański parowiec „Gerona” (1328 BRT), przewożący stemple kopalniane z Porto do Cardiff (na pozycji 49°04′N 6°20′W/49,066667 -6,333333, bez strat w ludziach) . 7 grudnia w odległości 14 Mm na południowy zachód od Ouessant okręt storpedował bez ostrzeżenia i zatopił zbudowany w 1901 roku brytyjski parowiec „Avristan” (3818 BRT), płynący z Portland do Londynu z ładunkiem pszenicy (na pozycji 47°13′N 5°12′W/47,216667 -5,200000, śmierć poniósł jeden marynarz)  . Dzień później U-Boot zatopił trzy kolejne jednostki: zbudowany w 1904 roku norweski parowiec „Falk” o pojemności 1379 BRT, transportujący węgiel ze Swansea do Saint-Nazaire, zatopiony w odległości 15 Mm na południowy zachód od Penmarch (nikt nie zginął) ; pochodzący z 1901 roku francuski żaglowiec „Marjolaine” (163 BRT), który wypłynął z Bordeaux i został zatopiony w odległości 10 Mm na zachód od Penmarch  oraz zbudowany w 1892 roku norweski parowiec „Modum” o pojemności 2937 BRT, przewożący ładunek węgla z Sunderlandu do Bordeaux (na pozycji 47°38′N 4°19′W/47,633333 -4,316667, bez strat w ludziach) . Również 8 grudnia na postawioną przez okręt podwodny nieopodal znajdującego się w kanale La Manche latarniowca „Royal Sovereign” minę wszedł zbudowany w 1914 roku brytyjski uzbrojony trawler HMT „Dagon” (250 BRT), który zatonął ze stratą 12 członków załogi . 17 grudnia ten sam los spotkał zbudowany w 1905 roku brytyjski kuter „Margaret” (54 BRT), który zatonął na minie na wodach między Hastings a Dungeness, tracąc sześciu załogantów .

### 1917 rok
W styczniu 1917 roku podwodne stawiacze min Flotylli Flandria postawiły 26 zagród minowych. 18 stycznia na południowy wschód od St Catherine’s Point UC-21 wykonał atak torpedowy na brytyjski niszczyciel HMS „Ferret”, który został uszkodzony (na jego pokładzie zginął jeden marynarz) . Następnego dnia okręt zatopił trzy kolejne jednostki pływające: zbudowany w 1898 roku francuski drewniany szkuner „Joseph Rosalie” (138 BRT), płynący z ładunkiem rudy żelaza z Paimpol do Swansea, zatrzymany i zatopiony po ewakuacji załogi w odległości 40 Mm na północny zachód od latarni morskiej Roches-Douvres ; pochodzący z 1906 roku norweski parowiec „Marietta Di Giorgio” o pojemności 988 BRT, przewożący ładunek soli z Kadyksu na Moldøen, zatrzymany i po zejściu załogi zatopiony w odległości 70 Mm na południowy zachód od Ouessant (na pozycji 47°38′N 6°23′W/47,633333 -6,383333)  oraz zbudowany w 1905 roku brytyjski parowiec „Tremeadow” (3653 BRT), płynący z ładunkiem kukurydzy na trasie Buenos Aires – Kingston upon Hull, zatrzymany i zatopiony ogniem artyleryjskim po ewakuacji załogi w odległości 35 Mm na północny wschód od Ouessant (na pozycji 49°03′N 4°50′W/49,050000 -4,833333)  . 20 stycznia w Zatoce Biskajskiej U-Boot zatopił zbudowany w 1892 roku japoński parowiec „Kisagata Maru Nr 3” o pojemności 2588 BRT, przewożący stemple kopalniane z Bordeaux do Wielkiej Brytanii (nikt nie zginął) oraz uszkodził w przeprowadzonym w pobliżu wysp Glénan ataku torpedowym pochodzący z 1915 roku norweski parowiec „Jotunfjell” (2492 BRT), płynący z ładunkiem węgla z Cardiff do Saint-Nazaire  . Następnego dnia załoga U-Boota uszkodziła jeden i zatopiła dwa francuskie żaglowce: zbudowany w 1916 roku trzymasztowy szkuner „Victoire” (290 BRT), uszkodzony w estuarium Żyrondy ; pochodzący z 1878 roku drewniany szkuner „Leontine” o pojemności 124 BRT, zatopiony w Zatoce Biskajskiej  oraz zbudowany w 1916 roku szkuner „Saint Pierre” (127 BRT), przewożący stemple kopalniane z Le Verdon-sur-Mer do Port Talbot, zatopiony bez strat w ludziach w odległości 14 Mm na zachód od latarni morskiej La Coubre . 22 stycznia lista wojennych osiągnięć por. mar. Reinholda Saltzwedela powiększyła się o trzy kolejne pozycje: zbudowany w 1913 roku francuski szkuner ze stalowym kadłubem i napędem motorowym „Bearnais” o pojemności 301 BRT, przewożący stemple kopalniane z Bordeaux do Barry, zatrzymany i zatopiony na południowy zachód od latarni morskiej La Coubre (na pozycji 45°31′N 1°36′W/45,516667 -1,600000) ; pochodzący z 1893 roku francuski drewniany trójmasztowy szkuner „Precurseur” (364 BRT), płynacy z Bordeaux na Martynikę z ładunkiem drobnicy, zatrzymany i zatopiony na południowy zachód od latarni morskiej La Coubre  oraz zbudowany w 1876 roku grecki parowiec „Stenimachos” o pojemności 1175 BRT, płynący na trasie Algier – Bordeaux, zatopiony bez strat w załodze w pobliżu latarni morskiej La Coubre (na pozycji 45°40′N 1°30′W/45,666667 -1,500000) . Dwa dni później U-Boot zatopił sześć jednostek pływających: zbudowany w 1906 roku duński parowiec „Dan” o pojemności 1869 BRT, płynący z ładunkiem fosforanów ze Sfaxu do Nantes, zatopiony bez strat ludzkich w odległości 17 Mm na południe od Belle-Île (na pozycji 47°08′N 2°57′W/47,133333 -2,950000) ; zbudowaną w 1904 roku francuską łódź rybacką „Gladiateur” (23 BRT), zatopioną w odległości 7 Mm na południowy zachód od latarni morskiej Kerdonis (nikt nie zginął) ; dwie francuskie niewielkie pilotówki („Loire III” i „Marie 3”), zatopione odpowiednio nieopodal Locmarii i w estuarium Żyrondy   oraz zbudowany w 1880 roku duński drewniany bryg „Vega” (195 BRT), przewożący ładunek smoły z Liverpoolu do Saint-Nazaire, zatrzymany i zatopiony po zejściu załogi w odległości 20–25 Mm od Belle-Île (na pozycji 46°40′N 2°38′W/46,666667 -2,633333) . Tego dnia na postawionej przez UC-21 minie zatonął w estuarium Żyrondy bez strat w załodze zbudowany w 1896 roku francuski parowiec „Quebec” o pojemności 3346 BRT, płynący z San Juan do Bordeaux . 25 stycznia w odległości 4,5 Mm na południowy wschód od Penmarch okręt zatrzymał i po zejściu załogi zatopił zbudowany w 1890 roku norweski parowiec „Myrdal” (2631 BRT), przewożący węgiel z Cardiff do Genui (na pozycji 47°44′N 4°22′W/47,733333 -4,366667) .
Z dniem 1 lutego, rozkazem szefa sztabu admiralicji niemieckiej z 12 stycznia tego roku, U-Booty należące do czterech flotylli Hochseeflotte, Flotylli Flandria i Flotylli Pola rozpoczęły nieograniczoną wojnę podwodną. Tego dnia na postawioną przez UC-21 minę w odległości 2 Mm na południowy zachód od latarni morskiej La Coubre wszedł zbudowany w 1893 roku francuski parowiec „Sainte Helene” o pojemności 2128 BRT, transportujący węgiel z Port Talbot do Bordeaux, który zatonął bez strat w załodze .
Podczas kolejnego, przeprowadzonego w dniach 8–20 lutego patrolu, UC-21 postawił w estuarium Żyrondy oraz w pobliżu Saint-Nazaire dwie zagrody minowe. 10 lutego w odległości 11 Mm na południowy wschód od Start Point okręt storpedował bez ostrzeżenia i zatopił zbudowany w 1912 roku brytyjski parowiec „Beechtree” o pojemności 1277 BRT, przewożący ładunek węgla ze Swansea do Rouen (na pozycji 50°08′N 3°23′W/50,133333 -3,383333, nikt nie zginął)  . Następnego dnia w odległości 18 Mm na północny zachód od Ouessant (na pozycji 48°40′N 5°25′W/48,666667 -5,416667) U-Boot zatopił zbudowany w 1913 roku norweski parowiec „Dernes” (738 BRT), przewożący rudę żelaza z Bilbao do Newport (bez strat w załodze) . 12 lutego w odległości 10 Mm na zachód od La Rochelle jego los podzielił zbudowany w 1881 roku norweski parowiec „Nordcap” o pojemności 332 BRT, przewożący ładunek podków na trasie Bilbao – Nantes (na pozycji 46°18′N 1°52′W/46,300000 -1,866667, nikt nie zginął) . Nazajutrz w odległości 11 Mm od Lacanau załoga UC-21 zatopiła zbudowany w 1904 roku norweski parowiec „Progreso” (1620 BRT), transportujący węgiel z Barry do Boucau (obyło się bez strat w ludziach) . 14 lutego ofiarami wojennej działalności U-Boota stały się dwa kolejne parowce: zbudowany w 1903 roku uzbrojony brytyjski „Longscar” o pojemności 2777 BRT, płynący pod balastem z Nantes do Bilbao, zatrzymany i po zejściu załogi zatopiony za pomocą ładunków wybuchowych w odległości 15 Mm na południowy zachód od estuarium Żyrondy (na pozycji 45°25′N 1°55′W/45,416667 -1,916667; dwaj artylerzyści zostali wzięci do niewoli)   oraz pochodzący z 1895 roku hiszpański „Mar Adriatico” (2410 BRT), płynący z Nowego Jorku przez Lizbonę do Bordeaux z ładunkiem drobnicy, zatrzymany i po ewakuacji załogi zatopiony u wejścia do estuarium Żyrondy (na pozycji 45°43′N 1°24′W/45,716667 -1,400000) . Nazajutrz w odległości 25 Mm na południowy zachód od latarni morskiej La Coubre okręt zatopił ogniem z działa pokładowego francuską żaglową łódź rybacką „Aline” (30 BRT) – obyło się bez ofiar . Tego samego dnia UC-21 zatrzymał i po ewakuacji załogi zatopił za pomocą ładunków wybuchowych zbudowany w 1894 roku uzbrojony brytyjski parowiec „Marion Dawson” o pojemności 2300 BRT, przewożący piryty na trasie Huelva – La Rochelle (do ataku doszło w odległości 8 Mm na południowy zachód od wyspy Oléron, na pozycji 46°03′N 1°33′W/46,050000 -1,550000)  . 16 lutego U-Boot w odległości 8 Mm na zachód od wyspy Île de Ré zatopił w ataku torpedowym zbudowany w 1905 roku francuski parowiec „Niobe” (1319 BRT), który wypłynął z Cardiff (na pozycji 46°14′N 1°49′W/46,233333 -1,816667, a na jego pokładzie śmierć poniosło 10 osób) . W tym dniu załoga U-Boota w odległości 3 Mm na południe od wyspy Île d’Yeu ostrzelała zbudowany w 1899 roku brytyjski parowiec „Pollcrea” o pojemności 1209 BRT, przewożący węgiel z Cardiff do Bajonny. Uszkodzony statek osadzono na mieliźnie nieopodal Saint-Gilles-Croix-de-Vie, a później został podniesiony i powrócił do służby . 17 lutego UC-21 zatopił dwie kolejne jednostki: zbudowany w 1894 roku norweski parowiec „Cabo” (1254 BRT), transportujący węgiel z Newport do Sewilli (na pozycji 48°00′N 5°09′W/48,000000 -5,150000), zatrzymany i po ewakuacji załogi zatopiony w odległości 20 Mm na południowy zachód od latarni morskiej Ar Men oraz pochodzący z 1905 roku francuski drewniany szkuner „Silene” o pojemności 171 BRT, zatopiony w odległości 50 Mm na północ od Ouessant  . Nazajutrz w odległości 45 Mm na północny zachód od latarni morskiej Roches-Douvres U-Boot zatrzymał i po zejściu załogi zatopił z działa pokładowego zbudowany w 1874 roku brytyjski drewniany kecz „Triumph” (52 BRT), płynący pod balastem z Saint-Brieuc do Plymouth  . 19 lutego na postawionej przez okręt podwodny minie zatonął w odległości 5 Mm na północny wschód od latarni morskiej Kerdonis zbudowany w 1875 roku norweski parowiec „Rutenfjell” o pojemności 1844 BRT, płynący z ładunkiem węgla z Newcastle upon Tyne do Chantenay-sur-Loire (na pozycji 47°20′N 3°01′W/47,333333 -3,016667, zginął jeden marynarz) .

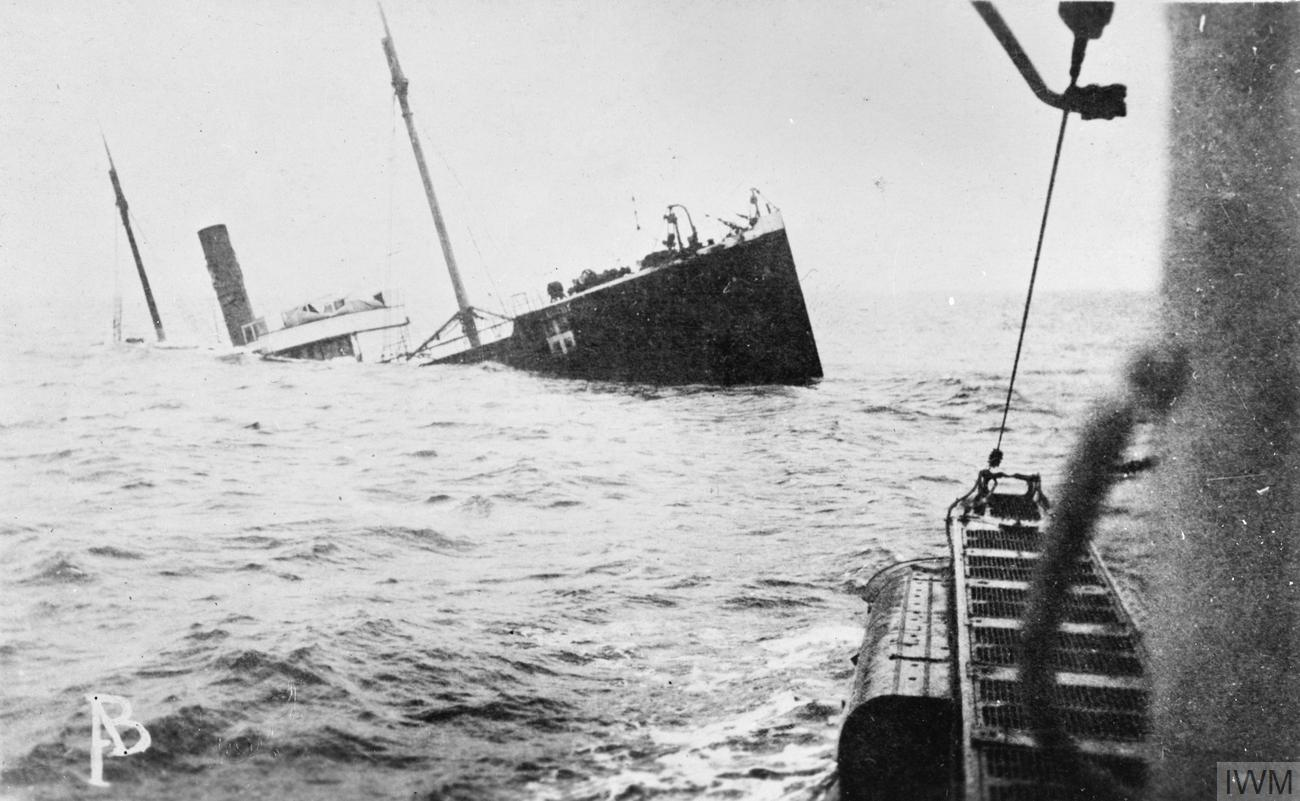
Widok z pokładu UC-21 na tonący amerykański zbiornikowiec „Illinois”, 18 marca 1917 roku

W dniach 6–20 marca U-Boot odbył kolejny patrol, stawiając trzy zagrody minowe w pobliżu Saint-Nazaire oraz w estuarium Żyrondy. 10 marca w odległości 13 Mm na północny zachód od Ouessant okręt zatopił zbudowany w 1899 roku norweski parowiec „Asbjørn” (3459 BRT), który wypłynął z Barry z ładunkiem węgla (nikt nie zginął) . Dwa dni później u wejścia do estuarium Żyrondy UC-21 zatopił dwie francuskie łodzie rybackie: „Alice Charles” (41 BRT) i „Arethuse” (40 BRT)  . 13 marca lista wojennych osiągnięć dowódcy U-Boota powiększyła się o dwa kolejne parowce: zbudowany w 1888 roku norweski „Girda” o pojemności 1824 BRT, transportujący węgiel z Glasgow do La Rochelle, zatopiony bez strat w załodze w pobliżu wyspy Oléron oraz pochodzący z 1885 roku hiszpański „Vivina” (3034 BRT), także przewożący węgiel z Newport do Horty, zatopiony w odległości 12 Mm od wyspy Oléron (nikt nie zginął)  . Następnego dnia w odległości 3 Mm na wschód od Île du Pilier okręt zatopił za pomocą działa pokładowego zbudowany w 1907 roku norweski „Blaamanden” o pojemności 954 BRT, przewożący piryty z Huelvy do Nantes, sam znajdując się pod niecelnym ostrzałem artylerii nadbrzeżnej (na pozycji 47°01′N 2°27′W/47,016667 -2,450000, nikt nie zginął) . W tym samym dniu UC-21 zatopił też w odległości 2 Mm od La Blanche francuski żaglowiec „La Marne” (133 BRT) . 15 marca lista wojennych osiągnięć załogi U-Boota powiększyła się o cztery nowe pozycje: zbudowany w 1888 roku francuski szkuner „Eugene Robert” o pojemności 98 BRT, transportujący węgiel ze Swansea do Bordeaux, zatrzymany i po ewakuacji załogi zatopiony ogniem artyleryjskim w odległości 22 Mm na północny zachód od wyspy Île d’Yeu ; francuską łódź rybacką „Fleur D’esperance” (24 BRT), zatopioną z działa pokładowego bez strat w załodze w odległości 8 Mm na południe od latarni morskiej Kerdonis ; zbudowany w 1900 roku uzbrojony brytyjski parowiec „Frimaire” o pojemności 1778 BRT, płynący pod balastem z Saint-Nazaire do Bajonny, storpedowany bez ostrzeżenia i zatopiony w odległości 21 Mm na południowy wschód od Belle-Île (na pozycji 47°03′N 2°26′W/47,050000 -2,433333, a na jego pokładzie śmierć poniosło 12 osób wraz z kapitanem)   oraz francuską łódź rybacką „Petit Jean” (21 BRT), zatrzymaną i po zejściu załogi zatopioną w odległości 15 Mm na południa od Pointe d’Arzie (Belle-Île) . Następnego dnia UC-21 zatopił trzy kolejne jednostki: zbudowany w 1879 roku francuski drewniany szkuner „Anais” o pojemności 130 BRT, płynący z ładunkiem węgla na trasie Cardiff – Saint-Pierre-Quiberon, zatrzymany i po ewakuacji załogi zatopiony w odległości 14 Mm na południowy wschód od wysp Glénan ; pochodzący z 1893 roku francuski drewniany szkuner „Madeleine Davoust” (148 BRT), także przewożący węgiel z Falmouth do Les Sables-d’Olonne, zatrzymany i po ewakuacji załogi ciężko uszkodzony ogniem artyleryjskim (zatonął na holu torpedowca w odległości 6 Mm na północny zachód od Penmarch)  i zbudowany w 1894 roku norweski parowiec „Ronald” o pojemności 3021 BRT, transportujący węgiel z Cardiff do Civitavecchia, zatopiony bez strat ludzkich w odległości 7,5 Mm na południowy wschód od latarni morskiej Penfret (na pozycji 47°42′N 3°52′W/47,700000 -3,866667) . 18 marca w odległości 20 Mm na północ od Alderney okręt zatrzymał i zatopił po ewakuacji załogi zbudowany w 1913 roku amerykański zbiornikowiec „Illinois” o pojemności 5225 BRT, płynący pod balastem z Londynu do Port Arthur .
17 kwietnia UC-21 storpedował bez ostrzeżenia na pozycji 50°26′N 1°00′W/50,433333 -1,000000 i zatopił zbudowany w 1904 roku brytyjski uzbrojony okręt szpitalny HMHS „Donegal” o pojemności 1885 BRT, płynący z Hawru do Southampton w eskorcie dwóch niszczycieli, na którym zginęło 40 osób . Dwa dni później ten sam los spotkał zbudowany w 1902 roku brytyjski uzbrojony parowiec „Cilurnum” o pojemności 3126 BRT, płynący z ładunkiem węgla z Cardiff do La Rochelle, zatopiony w ataku torpedowym w odległości 5 Mm na południowy zachód od Penmarch (na pozycji 47°45′N 4°30′W/47,750000 -4,500000, zginął jeden marynarz)  . 20 kwietnia w odległości 11 Mm na południowy wschód od latarni morskiej La Vieille okręt zatopił zbudowany w 1913 roku grecki parowiec „Georgios” o pojemności 3124 BRT, płynący w konwoju na trasie Port Kelah (Algieria) – ujście Tees (na pozycji 47°56′N 4°27′W/47,933333 -4,450000) . Nazajutrz, na zachód od wyspy Oléron, U-Boot zatopił ogniem artyleryjskim zbudowany w 1888 roku norweski bark ze stalowym kadłubem „Ville De Dieppe” o pojemności 1254 BRT, płynący pod balastem z La Rochelle do Nowego Jorku (na pozycji 45°59′N 1°52′W/45,983333 -1,866667; załoga została uratowana przez francuski okręt podwodny) oraz na północny wschód od Île d’Yeu zatrzymał i po ewakuacji załogi zatopił pochodzącą z 1906 roku francuską łódź rybacką „Emile Et Charlotte” (41 BRT)  . Tego dnia okręt po postawieniu pod Île d’Yeu zagrody minowej został zaatakowany przez dwa francuskie samoloty, które zrzuciły na niego cztery niecelne bomby. 22 kwietnia ofiarami wojennej działalności U-Boota stały się dwa żaglowce: zbudowany w 1890 roku amerykański szkuner „Percy Birdsall” o pojemności 1127 BRT, płynący pod balastem z Nowego Jorku do Bordeaux, zatrzymany i po ewakuacji załogi zatopiony w estuarium Żyrondy oraz pochodzący z 1887 roku norweski czteromasztowy bark ze stalowym kadłubem „Valerie” (2140 BRT), płynący pod balastem z Bordeaux do St Thomas, zatrzymany i zatopiony po zejściu załogi z działa pokładowego w odległości 30 Mm na zachód od latarni morskiej Cordouan  . Tego dnia na jednej z min z postawionej przez UC-21 rankiem nieopodal La Rochelle zagrody minowej zatonął zbudowany w 1890 roku brytyjski uzbrojony parowiec „Capenor” o pojemności 2536 BRT, płynący pod balastem z Nantes do Bilbao (na pozycji 46°06′N 1°17′W/46,100000 -1,283333, nikt nie zginął) . 23 kwietnia U-Boot postawił w estuarium Żyrondy trzecią podczas tego rejsu zagrodę minową. Następnego dnia w odległości 40 Mm na południowy zachód od wyspy Oléron okręt storpedował bez ostrzeżenia i zatopił zbudowany w 1904 roku brytyjski parowiec „Barnton” (1858 BRT), płynący z Bilbao do Newcastle upon Tyne z ładunkiem rudy żelaza (w konsekwencji przeprowadzonego na pozycji 45°40′N 2°12′W/45,666667 -2,200000 ataku śmierć poniosło 14 osób)  . 25 kwietnia w odległości 15 Mm na południowy wschód od wyspy Belle-Île UC-21 zatrzymał i po ewakuacji załogi zatopił z działa pokładowego zbudowany w 1889 roku francuski parowiec „Baigorry” o pojemności 2161 BRT, który wypłynął z Bajonny (na pozycji 47°04′N 2°54′W/47,066667 -2,900000) , a nazajutrz pochodzącą z 1907 roku brytyjską łódź rybacką „Boy Denis” (41 BRT), zatrzymaną i po zejściu załogi zatopioną w odległości 10 Mm na południowy zachód od Start Point .
W maju U-Boot na wodach Zatoki Biskajskiej stoczył walkę z uzbrojonym w dwa działa kalibru 75 mm francuskim statkiem-pułapką „Marguerite”, nie odnosząc uszkodzeń. 22 maja na zachód od Belle-Île UC-21 zatrzymał i po ewakuacji załogi zatopił zbudowana w 1907 roku francuską łódź rybacką „Jeune Albert” (25 BRT) . Nazajutrz w odległości 6 Mm na południowy zachód od Île de la Banche (estuarium Loary) okręt podwodny ostrzelał zbudowany w 1904 roku amerykański pięciomasztowy drewniany szkuner „Harwood Palmer” o pojemności 2885 BRT, przewożący stalowe pręty z Bostonu do Saint-Nazaire, który zatonął bez strat w załodze na pozycji 47°16′N 2°30′W/47,266667 -2,500000  oraz storpedował bez ostrzeżenia pochodzący z 1916 roku uzbrojony brytyjski parowiec „Lesto” (1940 BRT), transportujący rudę żelaza z Bilbao do Garston (statek zatonął na pozycji 46°57′N 2°30′W/46,950000 -2,500000, a na jego pokładzie zginęły cztery osoby)  . 26 maja w odległości 5 Mm na północny zachód od przylądka Cabo de Ajo U-Boot zatopił zbudowany w 1884 roku grecki parowiec „Aristides” o pojemności 2179 BRT, płynący z ładunkiem rudy żelaza z Bilbao do Plymouth (nikt nie zginął) . Tego dnia na postawionej przez UC-21 23 maja w odległości 10 Mm na zachód od Saint-Nazaire minie zatonął zbudowany w 1899 roku norweski parowiec „Norhaug” (1245 BRT), przewożący węgiel ze Swansea do Blaye (na pozycji 47°13′N 2°33′W/47,216667 -2,550000, z powodu eksplozji zginęło pięciu marynarzy) . 27 maja w odległości 15 Mm od przylądka Peñas okręt zatopił zbudowany w 1907 roku grecki parowiec „Efstathios” o pojemności 3847 BRT, który przewoził 67 samolotów i silników lotniczych oraz olej i drut z Baltimore do Bordeaux . Następnego dnia lista wojennych osiągnięć dowódcy U-Boota powiększyła się o trzy norweskie parowce: zbudowany w 1890 roku „Hiram” o pojemności 598 BRT, transportujący rudę miedzi z Pomaron (Portugalia) do Rouen, zatopiony bez strat w załodze w odległości 10 Mm od przylądka Villano ; pochodzący z 1903 roku „Urna” (2686 BRT), płynący z ładunkiem rudy żelaza z Melilli do Barrow-in-Furness, zatopiony w odległości 10 Mm na wschód od latarni morskiej Cabo Prior (nikt nie zginął)  oraz zbudowany w 1904 roku „Waldemar” o pojemności 1267 BRT, przewożący rudę miedzi z Pomaron do Dublina, zatopiony bez strat w załodze w odległości 2,5 Mm od przylądka Morás (na pozycji 43°47′N 7°28′W/43,783333 -7,466667) . Dwa dni później na pozycji 46°11′N 8°20′W/46,183333 -8,333333 okręt zatopił zbudowany w 1896 roku norweski parowiec „Sørland” o pojemności 2472 BRT, płynący pod balastem z Saint-Nazaire do Baltimore (obyło się bez strat w ludziach) .
2 czerwca w odległości 10 Mm na zachód od Beachy Head UC-21 wykonał atak torpedowy na zbudowany w 1893 roku brytyjski zbiornikowiec „Tonawanda” o pojemności 3421 BRT, płynący pod balastem z Dover do Maryport, w wyniku którego statek został uszkodzony (nikt nie zginął) . 7 czerwca na południowy zachód od latarni morskiej Cordouan (na pozycji 45°24′N 1°15′W/45,400000 -1,250000) został zatopiony bez strat w załodze zbudowany w 1888 roku duński parowiec „Hafnia” (1245 BRT), płynący z ładunkiem węgla z Birkenhead do Gibraltaru .
10 czerwca okręt otrzymał nowego dowódcę, którym został por. mar. Werner von Zerboni di Sposetti, dowodzący wcześniej UC-6 . 29 czerwca nieopodal Rotterdam U-Boot zatrzymał i po zejściu załogi zatopił ogniem artyleryjskim zbudowany w 1908 roku holenderski trawler „Lauwerzee” o pojemności 47 BRT (nigdy nie odnaleziono łodzi ratunkowej z siedmioosobową załogą trawlera) . 4 lipca w odległości 6 Mm od Scheveningen UC-21 zatopił zbudowany w 1879 roku holenderski parowiec „Bestevaer” (1044 BRT), płynący z ładunkiem drobnicy z Londynu do Rotterdamu . Tego dnia nieopodal Schouwen Bank (w pobliżu Zeebrugge) okręt zatrzymał i zdobył zbudowany w 1913 roku holenderski szkuner ze stalowym kadłubem „Roelfina” (148 BRT) . 11 lipca w okolicy La Rochelle na postawionej przez U-Boota minie zatonęła zbudowana w 1890 roku francuska fregata ze stalowym kadłubem „Coquimbo” o pojemności 1759 BRT, przewożąca azotany z Antofagasty do Rochefort (w wyniku eksplozji na statku zginęło siedmiu marynarzy) .
15 sierpnia w odległości 6 Mm na południowy zachód od Penmarch okręt zatopił w ataku torpedowym zbudowany w 1912 roku francuski parowiec „Phoebe” o pojemności 3956 BRT, płynący z ładunkiem węgla z Port Talbot do Saint-Nazaire (na pozycji 47°42′N 4°25′W/47,700000 -4,416667, załoga została uratowana przez francuski uzbrojony trawler „Taureau”) . Dwa dni później w pobliżu wysp Glénan (na pozycji 47°33′N 3°15′W/47,550000 -3,250000) UC-21 zatopił zbudowany w 1913 roku grecki parowiec „Pontoporos” (4049 BRT), płynący z Newcastle upon Tyne do La Spezii z ładunkiem węgla . 19 sierpnia w odległości 13 Mm na północny zachód od Île du Pilier okręt storpedował zbudowany w 1893 roku francuski parowiec „Therese Et Marie” o pojemności 1615 BRT, płynący pod balastem z Nantes do Bordeaux (statek zatonął na pozycji 47°04′N 2°40′W/47,066667 -2,666667, a na jego pokładzie śmierć poniosło dwóch marynarzy) . 31 sierpnia na postawioną przez UC-21 minę w odległości 14 Mm od latarni morskiej La Coubre wszedł zbudowany w 1883 roku hiszpański parowiec „Marques De Mudela” o pojemności 1930 BRT, transportujący ładunek rudy żelaza z Bilbao do Newport, który zatonął bez strat w załodze na pozycji 45°24′N 1°17′W/45,400000 -1,283333 .
13 września 1917 roku UC-21 wyszedł z Zeebrugge z zadaniem postawienia zagród minowych i operacji przeciwko żegludze przeciwnika w Zatoce Biskajskiej . 16 września w odległości 30 Mm od Ouessant okręt zatrzymał i po ewakuacji załogi zatopił zbudowany w 1881 roku amerykański żaglowiec „Ann J. Trainer” (426 BRT), płynący z ładunkiem oleju i drutu z Nowego Jorku do Hawru (na pozycji 48°44′N 5°39′W/48,733333 -5,650000) . Był to ostatni kontakt z okrętem podwodnym, który prawdopodobnie wszedł na minę i zatonął wraz z całą, liczącą w tym rejsie 27 osób załogą.
23 września w odległości 12 Mm na północny zachód od Portland Bill na postawioną przez U-Boota minę weszła zbudowana w 1894 roku brytyjska pogłębiarka „St. Dunstan” (730 BRT), która zatonęła ze stratą dwóch członków załogi  .

## Podsumowanie działalności bojowej
W latach 1916–1917 SM UC-21 wykonał łącznie 11 misji bojowych, podczas których za pomocą torped, min, artylerii oraz ładunków wybuchowych zatopił 98 statków o łącznej pojemności 134 063 BRT, a pięć statków o łącznej pojemności 11 826 BRT zostało uszkodzonych. Oprócz tego okręt zdobył jeden żaglowiec o pojemności 148 BRT i uszkodził jeden okręt o wyporności 778 ton . Na pokładach zatopionych i uszkodzonych jednostek zginęło co najmniej 137 osób, w tym 40 na brytyjskim statku szpitalnym HMHS „Donegal”  . Pełne zestawienie strat przedstawia poniższa tabela :
| Data              | Nazwa                 | Państwo            | Tonaż       | Los jednostki |
| ----------------- | --------------------- | ------------------ | ----------- | ------------- |
| 28 listopada 1916 | „Clematis”            | Wielka Brytania    | 22          | zatopiony     |
| 28 listopada 1916 | „Lady of the Lake”    | Wielka Brytania    | 91          | zatopiony     |
| 28 listopada 1916 | „Vulcan”              | Wielka Brytania    | 27          | zatopiony     |
| 28 listopada 1916 | HMD „Pelagia”         | Royal Navy         | 84          | zatopiony     |
| 30 listopada 1916 | „Draupner”            | Norwegia           | 1126        | zatopiony     |
| 30 listopada 1916 | „Eggesford”           | Wielka Brytania    | 4414        | uszkodzony    |
| 30 listopada 1916 | „Therese”             | Francja            | 165         | zatopiony     |
| 1 grudnia 1916    | „King Bleddyn”        | Wielka Brytania    | 4387        | zatopiony     |
| 2 grudnia 1916    | „Demetrios Inglesis”  | Królestwo Grecji   | 2088        | zatopiony     |
| 2 grudnia 1916    | „Robinson”            | Francja            | 186         | zatopiony     |
| 2 grudnia 1916    | „Uribitarte”          | Hiszpania          | 1756        | zatopiony     |
| 3 grudnia 1916    | „Aiglon”              | Francja            | 280         | zatopiony     |
| 3 grudnia 1916    | „Louise”              | Francja            | 155         | zatopiony     |
| 3 grudnia 1916    | „Verdun”              | Francja            | 184         | zatopiony     |
| 4 grudnia 1916    | „Pallas”              | Imperium Rosyjskie | 1202        | zatopiony     |
| 5 grudnia 1916    | „Nexos”               | Dania              | 1013        | zatopiony     |
| 6 grudnia 1916    | „Gerona”              | Hiszpania          | 1328        | zatopiony     |
| 7 grudnia 1916    | „Avristan”            | Wielka Brytania    | 3818        | zatopiony     |
| 8 grudnia 1916    | HMT „Dagon”           | Royal Navy         | 250         | zatopiony     |
| 8 grudnia 1916    | „Falk”                | Norwegia           | 1379        | zatopiony     |
| 8 grudnia 1916    | „Marjolaine”          | Francja            | 163         | zatopiony     |
| 8 grudnia 1916    | „Modum”               | Norwegia           | 2937        | zatopiony     |
| 17 grudnia 1916   | „Margaret”            | Wielka Brytania    | 54          | zatopiony     |
| 18 stycznia 1917  | HMS „Ferret”          | Royal Navy         | 778         | uszkodzony    |
| 19 stycznia 1917  | „Joseph Rosalie”      | Francja            | 138         | zatopiony     |
| 19 stycznia 1917  | „Marietta Di Giorgio” | Norwegia           | 988         | zatopiony     |
| 19 stycznia 1917  | „Tremeadow”           | Wielka Brytania    | 3653        | zatopiony     |
| 20 stycznia 1917  | „Kisagata Maru Nr 3”  | Japonia            | 2588        | zatopiony     |
| 20 stycznia 1917  | „Jotunfjell”          | Norwegia           | 2492        | uszkodzony    |
| 21 stycznia 1917  | „Victoire”            | Francja            | 290         | uszkodzony    |
| 21 stycznia 1917  | „Leontine”            | Francja            | 124         | zatopiony     |
| 21 stycznia 1917  | „Saint Pierre”        | Francja            | 127         | zatopiony     |
| 22 stycznia 1917  | „Bearnais”            | Francja            | 301         | zatopiony     |
| 22 stycznia 1917  | „Precurseur”          | Francja            | 364         | zatopiony     |
| 22 stycznia 1917  | „Stenimachos”         | Królestwo Grecji   | 1175        | zatopiony     |
| 24 stycznia 1917  | „Dan”                 | Dania              | 1869        | zatopiony     |
| 24 stycznia 1917  | „Gladiateur”          | Francja            | 23          | zatopiony     |
| 24 stycznia 1917  | „Loire III”           | Francja            | 27          | zatopiony     |
| 24 stycznia 1917  | „Marie 3”             | Francja            | 25          | zatopiony     |
| 24 stycznia 1917  | „Quebec”              | Francja            | 3346        | zatopiony     |
| 24 stycznia 1917  | „Vega”                | Dania              | 195         | zatopiony     |
| 25 stycznia 1917  | „Myrdal”              | Norwegia           | 2631        | zatopiony     |
| 1 lutego 1917     | „Sainte Helene”       | Francja            | 2128        | zatopiony     |
| 10 lutego 1917    | „Beechtree”           | Wielka Brytania    | 1277        | zatopiony     |
| 11 lutego 1917    | „Dernes”              | Norwegia           | 738         | zatopiony     |
| 12 lutego 1917    | „Nordcap”             | Norwegia           | 332         | zatopiony     |
| 13 lutego 1917    | „Progreso”            | Norwegia           | 1620        | zatopiony     |
| 14 lutego 1917    | „Longscar”            | Wielka Brytania    | 2777        | zatopiony     |
| 14 lutego 1917    | „Mar Adriatico”       | Hiszpania          | 2410        | zatopiony     |
| 15 lutego 1917    | „Aline”               | Francja            | 30          | zatopiony     |
| 15 lutego 1917    | „Marion Dawson”       | Wielka Brytania    | 2300        | zatopiony     |
| 16 lutego 1917    | „Niobe”               | Francja            | 1319        | zatopiony     |
| 16 lutego 1917    | „Pollcrea”            | Wielka Brytania    | 1209        | uszkodzony    |
| 17 lutego 1917    | „Cabo”                | Norwegia           | 1254        | zatopiony     |
| 17 lutego 1917    | „Silene”              | Francja            | 171         | zatopiony     |
| 18 lutego 1917    | „Triumph”             | Wielka Brytania    | 52          | zatopiony     |
| 19 lutego 1917    | „Rutenfjell”          | Norwegia           | 1844        | zatopiony     |
| 10 marca 1917     | „Asbjørn”             | Norwegia           | 3459        | zatopiony     |
| 12 marca 1917     | „Alice Charles”       | Francja            | 41          | zatopiony     |
| 12 marca 1917     | „Arethuse”            | Francja            | 40          | zatopiony     |
| 13 marca 1917     | „Girda”               | Norwegia           | 1824        | zatopiony     |
| 13 marca 1917     | „Vivina”              | Hiszpania          | 3034        | zatopiony     |
| 14 marca 1917     | „Blaamanden”          | Norwegia           | 954         | zatopiony     |
| 14 marca 1917     | „La Marne”            | Francja            | 133         | zatopiony     |
| 15 marca 1917     | „Eugene Robert”       | Francja            | 98          | zatopiony     |
| 15 marca 1917     | „Fleur D’Esperance”   | Francja            | 24          | zatopiony     |
| 15 marca 1917     | „Frimaire”            | Wielka Brytania    | 1778        | zatopiony     |
| 15 marca 1917     | „Petit Jean”          | Francja            | 21          | zatopiony     |
| 16 marca 1917     | „Anais”               | Francja            | 130         | zatopiony     |
| 16 marca 1917     | „Madeleine Davoust”   | Francja            | 148         | zatopiony     |
| 16 marca 1917     | „Ronald”              | Norwegia           | 3021        | zatopiony     |
| 18 marca 1917     | „Illinois”            | Stany Zjednoczone  | 5225        | zatopiony     |
| 17 kwietnia 1917  | HMHS „Donegal”        | Royal Navy         | 1885        | zatopiony     |
| 19 kwietnia 1917  | „Cilurnum”            | Wielka Brytania    | 3126        | zatopiony     |
| 20 kwietnia 1917  | „Georgios”            | Królestwo Grecji   | 3124        | zatopiony     |
| 21 kwietnia 1917  | „Emile Et Charlotte”  | Francja            | 41          | zatopiony     |
| 21 kwietnia 1917  | „Ville De Dieppe”     | Norwegia           | 1254        | zatopiony     |
| 22 kwietnia 1917  | „Capenor”             | Wielka Brytania    | 2536        | zatopiony     |
| 22 kwietnia 1917  | „Percy Birdsall”      | Stany Zjednoczone  | 1127        | zatopiony     |
| 22 kwietnia 1917  | „Valerie”             | Norwegia           | 2140        | zatopiony     |
| 24 kwietnia 1917  | „Barnton”             | Wielka Brytania    | 1858        | zatopiony     |
| 25 kwietnia 1917  | „Baigorry”            | Francja            | 2161        | zatopiony     |
| 26 kwietnia 1917  | „Boy Denis”           | Wielka Brytania    | 41          | zatopiony     |
| 22 maja 1917      | „Jeune Albert”        | Francja            | 25          | zatopiony     |
| 23 maja 1917      | „Harwood Palmer”      | Stany Zjednoczone  | 2885        | zatopiony     |
| 23 maja 1917      | „Lesto”               | Wielka Brytania    | 1940        | zatopiony     |
| 26 maja 1917      | „Aristides”           | Królestwo Grecji   | 2179        | zatopiony     |
| 26 maja 1917      | „Norhaug”             | Norwegia           | 1245        | zatopiony     |
| 27 maja 1917      | „Efstathios”          | Królestwo Grecji   | 3847        | zatopiony     |
| 28 maja 1917      | „Hiram”               | Norwegia           | 598         | zatopiony     |
| 28 maja 1917      | „Urna”                | Norwegia           | 2686        | zatopiony     |
| 28 maja 1917      | „Waldemar”            | Norwegia           | 1267        | zatopiony     |
| 30 maja 1917      | „Sørland”             | Norwegia           | 2472        | zatopiony     |
| 2 czerwca 1917    | „Tonawanda”           | Wielka Brytania    | 3421        | uszkodzony    |
| 7 czerwca 1917    | „Hafnia”              | Dania              | 1619        | zatopiony     |
| 29 czerwca 1917   | „Lauwerzee”           | Holandia           | 47          | zatopiony     |
| 4 lipca 1917      | „Bestevaer”           | Holandia           | 1044        | zatopiony     |
| 4 lipca 1917      | „Roelfina”            | Holandia           | 148         | zdobyty       |
| 11 lipca 1917     | „Coquimbo”            | Francja            | 1759        | zatopiony     |
| 15 sierpnia 1917  | „Phoebe”              | Francja            | 3956        | zatopiony     |
| 17 sierpnia 1917  | „Pontoporos”          | Królestwo Grecji   | 4049        | zatopiony     |
| 19 sierpnia 1917  | „Therese & Marie”     | Francja            | 1615        | zatopiony     |
| 31 sierpnia 1917  | „Marques De Mudela”   | Hiszpania          | 1930        | zatopiony     |
| 16 września 1917  | „Ann J. Trainer”      | Stany Zjednoczone  | 426         | zatopiony     |
| 23 września 1917  | „St. Dunstan”         | Wielka Brytania    | 730         | zatopiony     |
| RAZEM             | RAZEM                 | zatopione:         | zatopione:  | 98            |
| RAZEM             | RAZEM                 | zdobyte:           | zdobyte:    | 1             |
| RAZEM             | RAZEM                 | uszkodzone:        | uszkodzone: | 6             |